# 中国人民大学马克思主义学院
中国人民大学马克思主义学院，是中国人民大学的下属学院。创立于1996年，前身为中国人民大学马列主义发展史研究所及中国人民大学马克思主义理论教育研究所。现任院长为郗戈。

## 历史
1964年，马列主义发展史研究所成立。
1986年，马克思主义理论教育研究所成立。
1996年，马列主义发展史研究所和马克思主义理论教育研究所合并组建马克思主义学院。
2016年，马克思主义学院入选首批全国重点马克思主义学院。
2017年，马克思主义理论一级学科入选国家“双一流”建设重点学科。

## 下属教研机构
- 马克思主义基本原理教研部
- 毛泽东思想与中国特色社会主义理论体系概论教研部
- 思想道德与法治教研部
- 中国近现代史纲要教研部
- 形势与政策教研部
- 研究生思想政治理论课教研部
- 习近平新时代中国特色社会主义思想概论教研部